# Veglie
Veglie – miejscowość i gmina we Włoszech, w regionie Apulia, w prowincji Lecce.
Według danych na rok 2004 gminę zamieszkiwało 14 021 osób, 229,9 os./km².